# Pachycnemia degenerata
Pachycnemia degenerata är en fjärilsart som beskrevs av Jacob Hübner 1813. Pachycnemia degenerata ingår i släktet Pachycnemia och familjen mätare. Inga underarter finns listade i Catalogue of Life.